# Danh sách đĩa đơn quán quân Hot 100 năm 2012 (Mỹ)

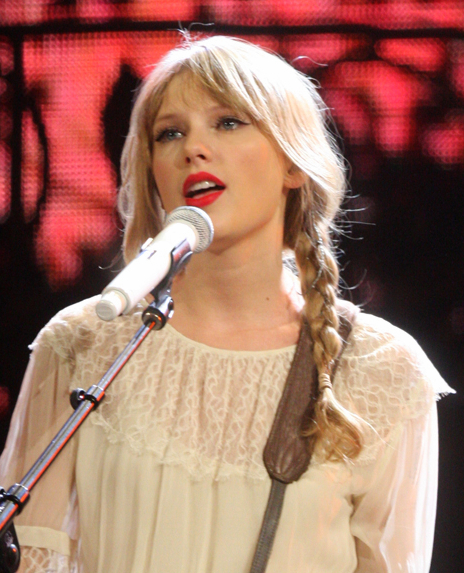
Nữ ca sĩ dòng nhạc đồng quê Taylor Swift lần đầu tiên có mặt tại vị trí quán quân trên bảng xếp hạng Hot 100. Trước đó, ca khúc thành công nhất của cô trên thị trường âm nhạc Mỹ là "You Belong With Me" và "Today Was a Fairytale" (cả hai đĩa đơn này đều đứng vị trí á quân). Đồng thời, cô cũng nắm giữ một kỷ lục trong thập niên 2010, đó là đĩa đơn này có bước nhảy cao nhất lên vị trí quán quân (72-1)

Bảng xếp hạng Billboard Hot 100 là một bảng xếp hạng âm nhạc công bố hàng tuần bởi tạp chí Billboard, là bảng xếp hạng các đĩa đơn thành công nhất tại thị trường âm nhạc Hoa Kỳ. Các số liệu cho việc xếp hạng được Nielsen SoundScan tổng hợp chung dựa trên doanh số đĩa thường, doanh số kỹ thuật số và tần suất phát trên sóng phát thanh. Năm 2012, có tổng cộng 13 đĩa đơn quán quân bảng xếp hạng trong tổng cộng 52 ngày ấn hành của tạp chí Billboard. Mặc dù vậy, đĩa đơn "We Found Love" của Rihanna hợp tác với Calvin Harris không được tính do đã quán quân từ cuối năm 2011.
Năm 2012, có 6 nghệ sĩ đầu tiên quán quân bảng xếp hạng này (kể cả là nghệ sĩ dẫn đầu hay nghệ sĩ hợp tác) bao gồm Taylor Swift, fun., Janelle Monáe, Gotye, Kimbra và Carly Rae Jepsen. Có ba đĩa đơn hợp tác đứng đầu bảng xếp hạng này. Xuyên suốt năm 2012, chỉ có nữ ca sĩ Rihanna là có hai đĩa đơn quán quân trong năm mặc dù "We Found Love" không được tính. Ca khúc "Somebody That I Used to Know" của nam ca sĩ gốc Úc-Bỉ Gotye là ca khúc thành công nhất năm 2012 tại Mỹ khi quán quân 8 tuần liên tiếp và đứng đầu bảng xếp hạng Billboard Hot 100 cuối năm. Đĩa đơn "We Are Never Ever Getting Back Together" của Taylor Swift nắm giữ kỷ lục bước nhảy cao nhất trên bảng xếp hạng thập niên 2010 khi bài hát nhảy từ vị trí thứ 72 lên vị trí quán quân trong 1 tuần. Đĩa đơn "Locked Out of Heaven" của Bruno Mars quán quân vào ngày ấn hành thứ 51 của tạp chí Billboard đã khiến anh trở thành nam nghệ sĩ có 4 đĩa đơn quán quân bảng xếp hạng với thời gian nhanh nhất trong vòng 48 năm vừa qua.
Đĩa đơn quán quân lâu nhất năm 2012 tại Mỹ là "Call Me Maybe" của Carly Rae Jepsen và "One More Night của Maroon 5. Cả hai bài hát này đều quán quân trên Hot 100 chín tuần liên tiếp. Trong đó, "Call Me Maybe" là đĩa đơn thành công thứ hai trong năm, chỉ sau "Somebody That I Used to Know" của Gotye. Ca khúc quán quân lâu thứ nhì năm là "Somebody That I Used to Know" với 8 tuần liên tiếp. Đĩa đơn đầu tiên của nhóm nhạc fun. có mặt tại vị trí quán quân Hot 100, "We Are Young" quán quân lâu thứ ba với 6 tuần liên tiếp. Ba đĩa đơn "Stronger (What Doesn't Kill You)" của Kelly Clarkson, "We Are Never Ever Getting Back Together" của Taylor Swift và "Diamonds" của Rihanna đứng quán quân trong ba tuần. Trong đó chỉ có "Diamonds" là trong 3 tuần liên tiếp, hai ca khúc còn lại là trong 3 tuần không liên tiếp.

## Lịch sử xếp hạng

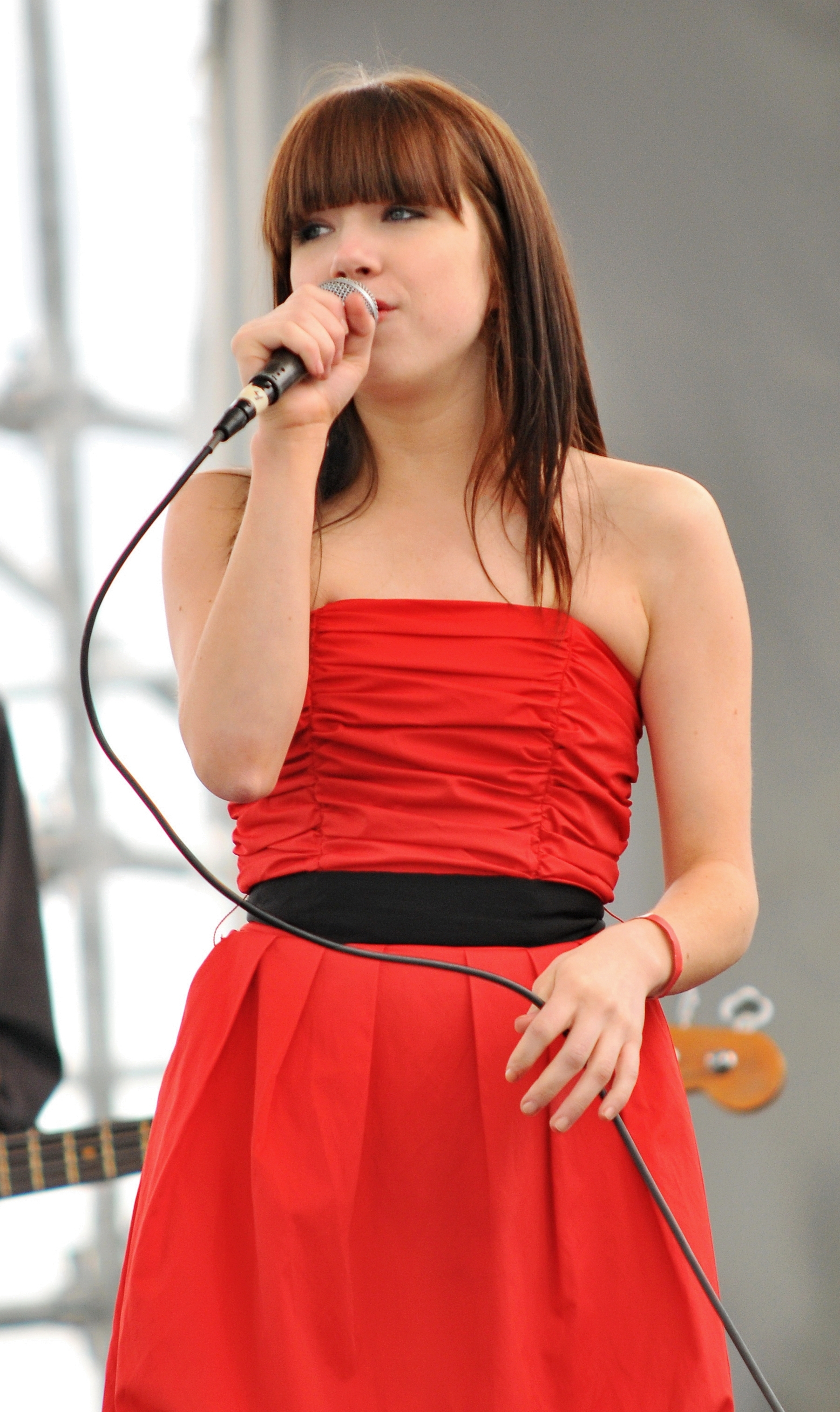
Nữ ca sĩ người Canada Carly Rae Jepsen có đĩa đơn đầu tiên quán quân là "Call Me Maybe", đứng quán quân lâu nhất bảng xếp hạng, 9 tuần liên tiếp, đồng hạng với "One More Night" của Maroon 5.

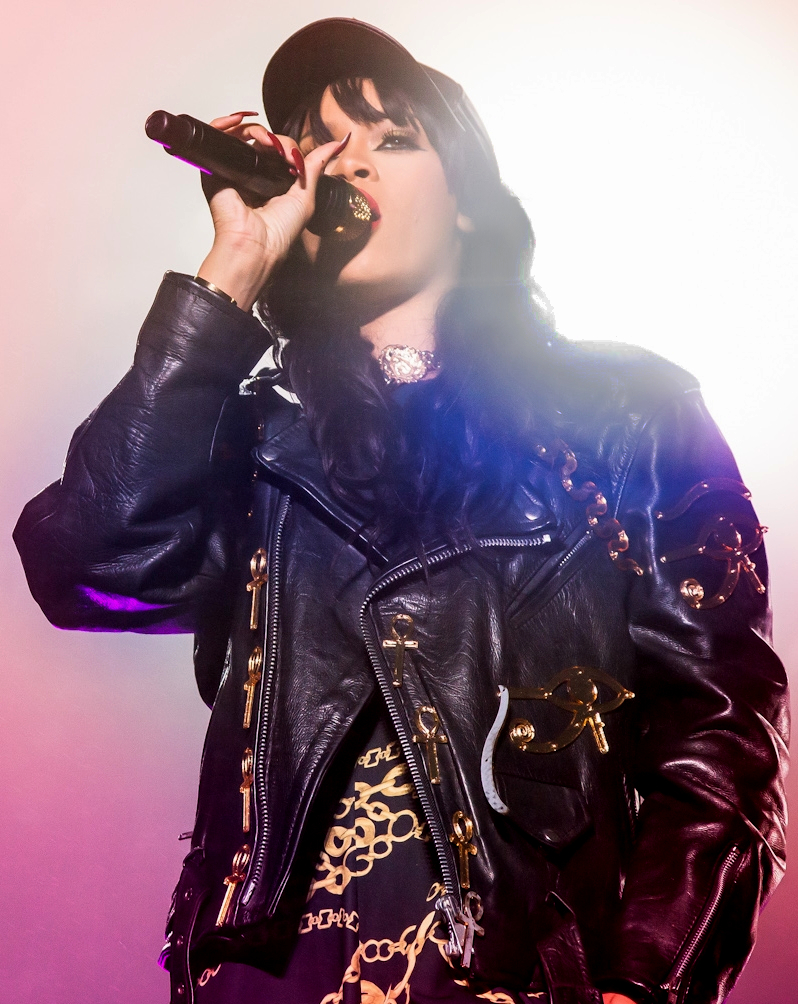
Đĩa đơn "Diamonds của nữ ca sĩ người Barbados Rihanna đã giúp cô có được 12 đĩa đơn quán quân trên bảng xếp hạng Billboard Hot 100. Điều này giúp cô có 12 đĩa đơn quán quân, nhiều hơn bất cứ nghệ sĩ nào từ thập niên 2000 tới nay và giúp cô đồng hạng với "Nữ hoàng nhạc pop" Madonna và The Supremes.

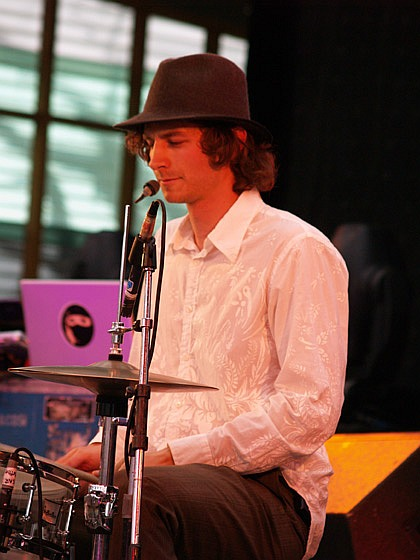
Nam ca sĩ Úc-Bỉ Gotye có đĩa đơn "Somebody That I Used to Know" là đĩa đơn bán chạy nhất tại Mỹ năm 2012, với hơn 6 triệu bản tiêu thụ tại nước này.

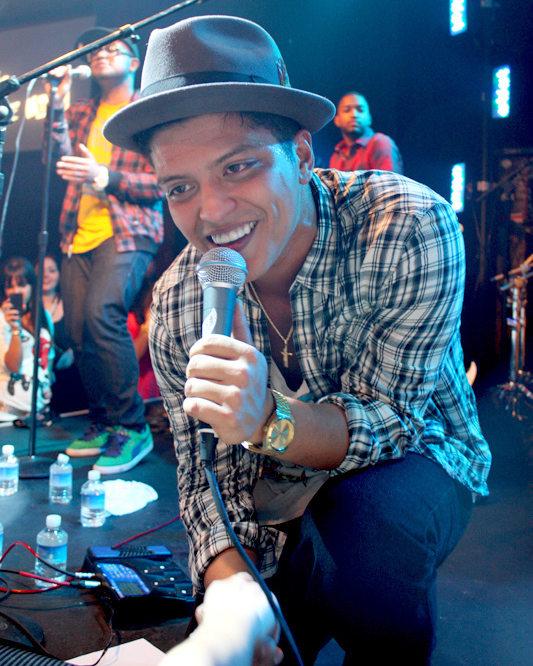
"Locked Out of Heaven" đứng quán quân đã giúp Bruno Mars trở thành nam ca sĩ có 4 đĩa đơn quán quân bảng xếp hạng với thời gian nhanh nhất trong vòng 48 năm qua.

| Ngày ấn hành | Đĩa đơn                                   | Nghệ sĩ                           | Nguồn         |
| ------------ | ----------------------------------------- | --------------------------------- | ------------- |
| 7 tháng 1    | "Sexy and I Know It"                      | LMFAO                             | [ 13 ]        |
| 14 tháng 1   | "Sexy and I Know It"                      | LMFAO                             | [ 14 ]        |
| 21 tháng 1   | "We Found Love"                           | Rihanna hợp tác với Calvin Harris | [ 15 ]        |
| 28 tháng 2   | "We Found Love"                           | Rihanna hợp tác với Calvin Harris | [ 16 ]        |
| 4 tháng 2    | "Set Fire to the Rain"                    | Adele                             | [ 17 ]        |
| 11 tháng 2   | "Set Fire to the Rain"                    | Adele                             | [ 18 ]        |
| 18 tháng 2   | "Stronger (What Doesn't Kill You)"        | Kelly Clarkson                    | [ 19 ]        |
| 25 tháng 2   | "Stronger (What Doesn't Kill You)"        | Kelly Clarkson                    | [ 20 ]        |
| 3 tháng 3    | "Part of Me"                              | Katy Perry                        | [ 21 ]        |
| 10 tháng 3   | "Stronger (What Doesn't Kill You)"        | Kelly Clarkson                    | [ 7 ]         |
| 17 tháng 3   | "We Are Young"                            | fun. hợp tác với Janelle Monáe    | [ 22 ]        |
| 24 tháng 3   | "We Are Young"                            | fun. hợp tác với Janelle Monáe    | [ 23 ]        |
| 31 tháng 3   | "We Are Young"                            | fun. hợp tác với Janelle Monáe    | [ 24 ]        |
| 7 tháng 4    | "We Are Young"                            | fun. hợp tác với Janelle Monáe    | [ 25 ]        |
| 14 tháng 4   | "We Are Young"                            | fun. hợp tác với Janelle Monáe    | [ 26 ]        |
| 21 tháng 4   | "We Are Young"                            | fun. hợp tác với Janelle Monáe    | [ 6 ]         |
| 28 tháng 4   | "Somebody That I Used to Know"            | Gotye hợp tác với Kimbra          | [ 27 ]        |
| 5 tháng 5    | "Somebody That I Used to Know"            | Gotye hợp tác với Kimbra          | [ 28 ]        |
| 12 tháng 5   | "Somebody That I Used to Know"            | Gotye hợp tác với Kimbra          | [ 29 ]        |
| 19 tháng 5   | "Somebody That I Used to Know"            | Gotye hợp tác với Kimbra          | [ 30 ]        |
| 26 tháng 5   | "Somebody That I Used to Know"            | Gotye hợp tác với Kimbra          | [ 31 ]        |
| 2 tháng 6    | "Somebody That I Used to Know"            | Gotye hợp tác với Kimbra          | [ 32 ]        |
| 9 tháng 6    | "Somebody That I Used to Know"            | Gotye hợp tác với Kimbra          | [ 33 ]        |
| 16 tháng 6   | "Somebody That I Used to Know"            | Gotye hợp tác với Kimbra          | [ 3 ]         |
| 23 tháng 6   | "Call Me Maybe"                           | Carly Rae Jepsen                  | [ 34 ]        |
| 30 tháng 6   | "Call Me Maybe"                           | Carly Rae Jepsen                  | [ 35 ]        |
| 7 tháng 7    | "Call Me Maybe"                           | Carly Rae Jepsen                  | [ 36 ]        |
| 14 tháng 7   | "Call Me Maybe"                           | Carly Rae Jepsen                  | [ 37 ]        |
| 21 tháng 7   | "Call Me Maybe"                           | Carly Rae Jepsen                  | [ 38 ]        |
| 28 tháng 7   | "Call Me Maybe"                           | Carly Rae Jepsen                  | [ 39 ]        |
| 4 tháng 8    | "Call Me Maybe"                           | Carly Rae Jepsen                  | [ 40 ]        |
| 11 tháng 8   | "Call Me Maybe"                           | Carly Rae Jepsen                  | [ 41 ]        |
| 18 tháng 8   | "Call Me Maybe"                           | Carly Rae Jepsen                  | [ 10 ]        |
| 25 tháng 8   | "Whistle"                                 | Flo Rida                          | [ 42 ]        |
| 1 tháng 9    | "We Are Never Ever Getting Back Together" | Taylor Swift                      | [ 1 ]         |
| 8 tháng 9    | "We Are Never Ever Getting Back Together" | Taylor Swift                      | [ 43 ]        |
| 15 tháng 9   | "Whistle"                                 | Flo Rida                          | [ 44 ]        |
| 22 tháng 9   | "We Are Never Ever Getting Back Together" | Taylor Swift                      | [ 8 ]         |
| 29 tháng 9   | "One More Night"                          | Maroon 5                          | [ 45 ] [ 46 ] |
| 6 tháng 10   | "One More Night"                          | Maroon 5                          | [ 47 ]        |
| 13 tháng 10  | "One More Night"                          | Maroon 5                          | [ 48 ]        |
| 20 tháng 10  | "One More Night"                          | Maroon 5                          | [ 49 ]        |
| 27 tháng 10  | "One More Night"                          | Maroon 5                          | [ 50 ]        |
| 3 tháng 11   | "One More Night"                          | Maroon 5                          | [ 51 ]        |
| 10 tháng 11  | "One More Night"                          | Maroon 5                          | [ 52 ]        |
| 17 tháng 11  | "One More Night"                          | Maroon 5                          | [ 53 ]        |
| 24 tháng 11  | "One More Night"                          | Maroon 5                          | [ 11 ]        |
| 1 tháng 12   | "Diamonds"                                | Rihanna                           | [ 54 ]        |
| 8 tháng 12   | "Diamonds"                                | Rihanna                           | [ 55 ]        |
| 15 tháng 12  | "Diamonds"                                | Rihanna                           | [ 9 ]         |
| 22 tháng 12  | "Locked Out of Heaven"                    | Bruno Mars                        | [ 5 ]         |
| 29 tháng 12  | "Locked Out of Heaven"                    | Bruno Mars                        | [ 56 ]        |